# 9000 Hal
9000 Hal eller 1981 JO är en asteroid i huvudbältet, som upptäcktes 3 maj 1981 av den amerikanske astronomen Edward L.G. Bowell vid Anderson Mesa Station. Den har fått sitt namn efter skeppsdatorn HAL 9000 i Arthur C. Clarkes Rymdodyssé böcker.
Asteroiden har en diameter på ungefär 4 kilometer och den tillhör asteroidgruppen Flora.